# Сухін Олександр Іванович
Олександр Іванович Сухін (1923–1943) — сержант Робітничо-селянської Червоної Армії, учасник німецько-радянської війни, Герой Радянського Союзу (1943).

## Біографія
Олександр Сухін народився 15 серпня 1923 року в селі Василівка (нині — Матвеєвський район Оренбурзької області). Закінчив семирічну школу в Кузькіно і школу фабрично-заводського учнівства. Проживав в Читинській області, працював забійником на золотих копальнях. У липні 1942 року Сухін був призваний на службу в Робітничо-селянську Червону Армію. Закінчив школу молодшого комскладу. З кінця 1942 року — на фронтах німецько-радянської війни, командував відділенням 78-го гвардійського стрілецького полку 25-ї гвардійської стрілецької дивізії 6-ї армії Південно-Західного фронту.
2 березня 1943 року Сухін в складі свого взводу, яким командував лейтенант Широнін, брав участь у відбитті контратак німецьких танкових і піхотних частин біля залізничного переїзду на південній околиці села Таранівка Зміївского району Харківської області Української РСР. У тих боях Сухін загинув. Похований у братській могилі на місці бою.
Указом Президіуму Верховної Ради СРСР від 18 травня 1943 року за «зразкове виконання бойових завдань командування на фронті боротьби з німецькими загарбниками і проявлені при цьому мужність і героїзм» гвардії сержант Олександр Сухін посмертно був удостоєний звання Героя Радянського Союзу. Також посмертно був нагороджений орденом Леніна.
Обеліски в пам'ять Сухині встановлені в селах Василівка та Кузькіна, в його честь названі вулиця і школа.